# بخش هامارو
بخش هامارو (به سوئدی: Hammarö kommun) یک ناحیه شهرداری در سوئد است که در شهرستان ورملاند واقع شده‌است.

## خواهرخوانده
شهرهای Enebakk و Ostseebad Insel Poel خواهرخوانده‌های بخش هامارو هستند.